# پاتریک رامپیلون
پاتریک رامپیلون (انگلیسی: Patrick Rampillon؛ زادهٔ ۴ ژوئیهٔ ۱۹۵۵) بازیکن فوتبال اهل فرانسه است.
از باشگاه‌هایی که در آن بازی کرده‌است می‌توان به باشگاه فوتبال سن-اتین، باشگاه فوتبال رن، و باشگاه فوتبال استاد رنس اشاره کرد.